# David Jelínek
David Jelínek (ur. 7 września 1990 w Brnie) – czeski koszykarz, występujący na pozycji rzucającego obrońcy, aktualnie zawodnik UCAM Murcia.
21 sierpnia 2015 roku podpisał umowę z Anwilem Włocławek. 5 lipca 2016 został zawodnikiem MoraBanc Andorra. 10 lipca 2022 dołączył do hiszpańskiego UCAM Murcia.

## Osiągnięcia
Stan na 3 września 2022.
Drużynowe
- Uczestnik rozgrywek[4]:
  - Euroligi (2012–2014)
  - EuroChallenge (2014/15)
  - VTB (2014/15)

Indywidualne
- Zaliczony do I składu TBL (2016)[5]
- MVP kolejki PLK – 1. kolejka sezonu 2015/16[6], 3. kolejka sezonu 2015/16[7]
- Zawodnik Miesiąca Polskiej Ligi Koszykówki – październik 2015[8]
- Lider strzelców sezonu regularnego TBL (2016)[9]

Reprezentacja
- Uczestnik mistrzostw Europy:
  - 2013 – 13. miejsce[10], 2015 – 7. miejsce[11], 2022[12]
  - U–20 dywizji B (2009, 2010)[10]
  - U–18 dywizji B (2007, 2008)[10]
  - U–16 dywizji B (2006)[10]